# 拉迪斯劳·洛夫伦斯基
拉迪斯劳·洛夫伦斯基（羅馬尼亞語：Ladislau Lovrenschi，1932年6月21日—），罗马尼亚男子赛艇运动员。他曾代表罗马尼亚参加1968年、1972年、1980年和1988年夏季奥林匹克运动会赛艇比赛，获得一枚银牌和一枚铜牌。